# Nebulosa de vento de pulsar

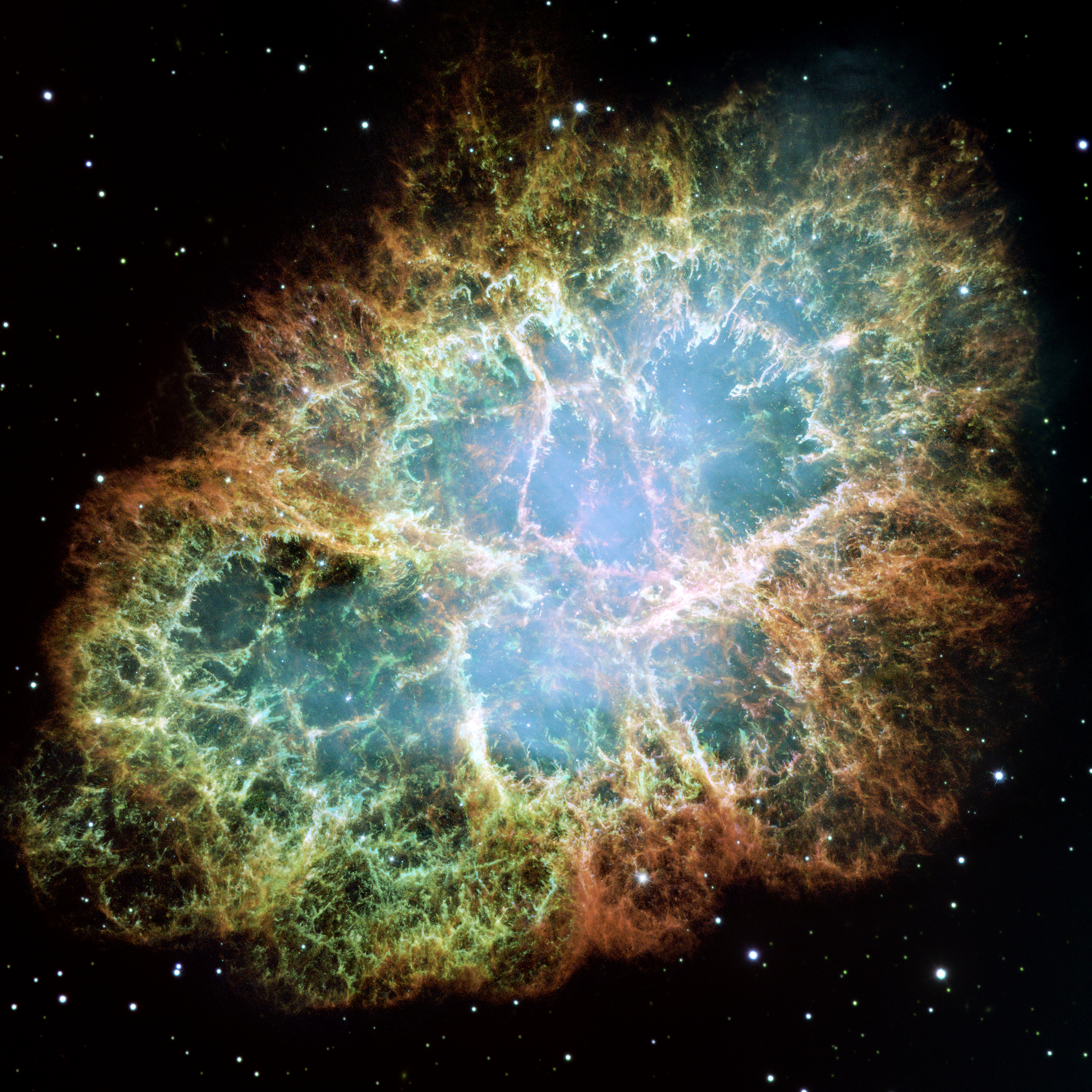
A Nebulosa do Caranguejo, um remanescente de supernova e uma nebulosa de vento de pulsar

Uma nebulosa de vento de pulsar (também conhecido como plerion, derivado do grego antigo pleres, cheio, termo cunhado por Weiler & Panagia - 1978) é uma nebulosa que deve sua dinâmica ao vento produzido por um pulsar. Nos estágios iniciais, durante os primeiros milhares de anos de sua existência, uma nebulosa de vento de pulsar encontra-se no interior de invólucros de remanescentes de supernova. Entretanto, nebulosas de vento de pulsar também são encontradas em torno de pulsares mais velhos, onde o sistema remanescente da supernova já desapareceu.Um exemplo conhecido de nebulosa de vento de pulsar é a Nebulosa do Caranguejo.
As nebulosas de vento de pulsar são compostas de partículas carregadas aceleradas a velocidas relativísticas devido à imensa força do campo magnético do pulsar em alta rotação. O vento de pulsar flui para o meio interestelar, criando uma onda de choque, onde as partículas carregadas são desaceleradas a velocidades sub-relativísticas. Além desse ponto, os elétrons livres presentes no vento do pulsar começam a seguir trajetórias mais curvas devido ao forte campo magnético do pulsar, e emitem radiação síncrotron.

As nebulosas de vento de pulsar apresentam as seguintes propriedades:
- Uma crescente luminosidade em direção ao centro, sem um invólucro, como se observa na maioria dos outros remanescentes de supernova.
- Um grande fluxo de polarização e um índice espectral plano em ondas de rádio, α = 0-0,3; a variação do índice energético de raios-X, devido a perdas de radiação síncrotron; e, em média, nebulosas de vento de pulsar tem um índice de fótons de raios-X de 1,3-2,3 (índice espectral de 2,3-3,3).
- Os fluxos contínuos de raio-X são geralmente menor do que os fluxos de ondas de rádio e de luz visível (devido ao menor tempo de vida síncrotron de elétrons de alta energia).[3]
- Fótons de raios gama com energias em torno de 2.3. TeV

As nebulosas de vento de pulsar podem ser provas incontestáveis da interação de um pulsar com o seu entorno - as suas propriedades podem ser usadas para inferir a geometria, a energia e a composição do vento do pulsar, a velocidade espacial do pulsar em si e as propriedades do meio ambiente em seu torno.